# Jan Engelman

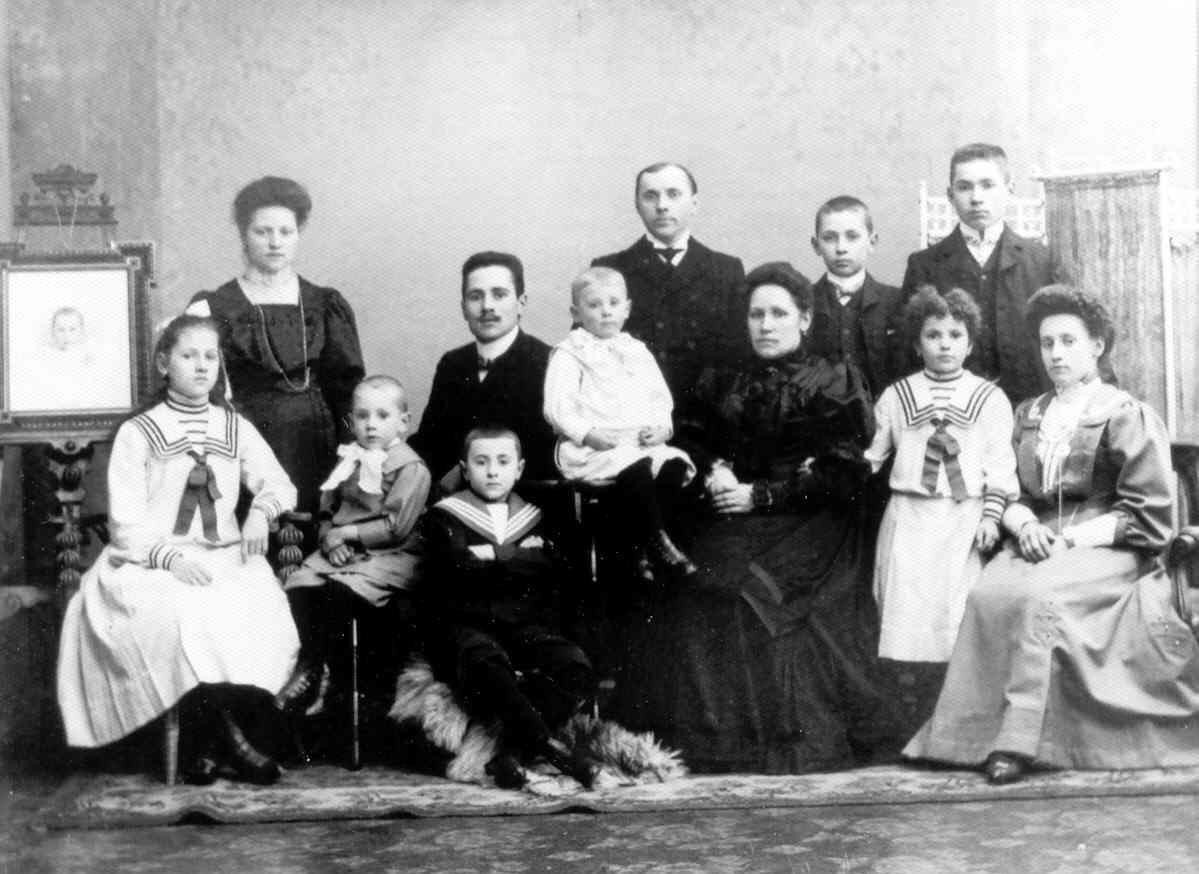
Jan en zijn familie. Jan is de tweede van links op de onderste rij.

Johannes Aloysius Antonius (Jan) Engelman (Utrecht, 7 juni 1900 – Amsterdam, 20 maart 1972) was een Nederlands dichter, criticus en vertaler.
 De dichter, die voornamelijk bekend is geworden vanwege zijn gedicht Vera Janacopoulos, dat volgens sommigen een typisch voorbeeld is van poésie pure. Een ander bekend gedicht dat als zodanig wordt gezien, is En Rade, door Engelman zelf een vocalise genoemd.
De schrijver, dichter en essayist Simon Vestdijk heeft in zijn studies over poëzie, De glanzende kiemcel (1942) aannemelijk gemaakt dat gedichten als Vera Janacopoulos niet alleen gebaseerd zijn op klanken (een essentieel onderdeel van poésie pure), maar dat de betekenissen van de afzonderlijke woorden wel degelijk bijdragen aan de poëtische sfeer van het gedicht. Het gedicht werd na verschijnen in een tijdschrift meteen beroemd, en door sommigen wat belachelijk gevonden, of zelfs het "einde der poëzie" (Anthonie Donker).

## Erotiek
Engelman was zowel om zijn opvattingen en gedichten als vanwege zijn persoonlijke leven omstreden in het literaire leven van vóór de Tweede Wereldoorlog. Hij zou er een losse seksuele moraal op nahouden, hoewel hij zich hierover nooit expliciet heeft uitgelaten. In zijn gedichten (bijvoorbeeld de bundel Tuin van Eros) zijn in elk geval veel "erotische" elementen terug te vinden, zoals in het gedicht Zacht branden, of in een fragment als:
O bleeke heup, op bed gevonden
als horizon en heuvelkam,
o borsten, zachter neergewonden
dan donzen vogels, vleugellam –
De regel "haar schoot geurde wild als zoo menig uur" schoot enkele katholieke critici uit de kring rondom De Nieuwe Gemeenschap in het verkeerde keelgat.
Ook de pentekeningen van Hendrik Wiegersma in zijn bundel Tuin van Eros (1932) zijn duidelijk op erotiek gericht (zie ook de online beschikbare versie). Dit verhinderde overigens niet dat Engelman vanwege deze bundel, die in een beperkte oplage voor een klein publiek was verschenen (verzorgd door de bekende Maastrichtse typograaf Charles Nypels), in 1934 de Mei-prijs voor de Nederlandse letterkunde ontving, die hij overigens moest delen met de schrijver A. den Doolaard. Naar aanleiding van die prijsuitreiking verscheen er een heruitgave, Tuin van Eros en andere gedichten, waarin enkele passages zijn weggelaten vanwege hun aanstootgevende karakter, maar ook talloze gedichten toegevoegd, uitgegeven bij een grotere uitgever Querido.

## Een controversieel dichter
De bespreking van laatstgenoemde bundel door Menno ter Braak in dagblad Het Vaderland vormde aanleiding tot een heftige discussie tussen Ter Braak en de dichter Marsman over het roeskarakter van poëzie. Deze discussie is exemplarisch voor de controverse tijdens het interbellum die in het algemeen wordt samengevat onder de noemer vorm of vent.
Een andere reden dat Engelmans positie omstreden was, is dat hij niet goed is in te delen in de groepen die zich in genoemde periode tegen elkaar afzetten. Ten eerste neemt hij geen absoluut standpunt in in de vorm-of-ventdiscussie. Hoewel hij niet altijd lovend besproken is door de auteurs rondom het tijdschrift Forum, knoopt hij toch vriendschapsbanden aan met individuele schrijvers uit deze groep, wat hem vanuit katholieke zijde wordt verweten. Zelf afkomstig uit de hoek van de zogenaamde jong-katholieken en het tijdschrift De Gemeenschap heeft hij enerzijds nooit afstand genomen van zijn wortels, maar anderzijds wel veel kritiek uitgeoefend op het in zijn ogen enghartige ethische standpunt inzake literatuur van veel van zijn katholieke bentgenoten.

## Engelman als criticus
Engelman was behalve dichter ook kunst- en literatuurcriticus bij het tijdschrift De Nieuwe Eeuw. Als liefhebber van kunst was Engelman erg gecharmeerd van kunstwerken uit de oudheid. Een aantal van zijn essays heeft hij gebundeld in Tympanon (1936) en Twee maal Apollo (1955). In 1953 volgde Engelman Anton van Duinkerken op aan de Jan van Eyck Academie in Maastricht als hoogleraar in de "nieuwere kunstgeschiedenis en esthetica".

## Waardering

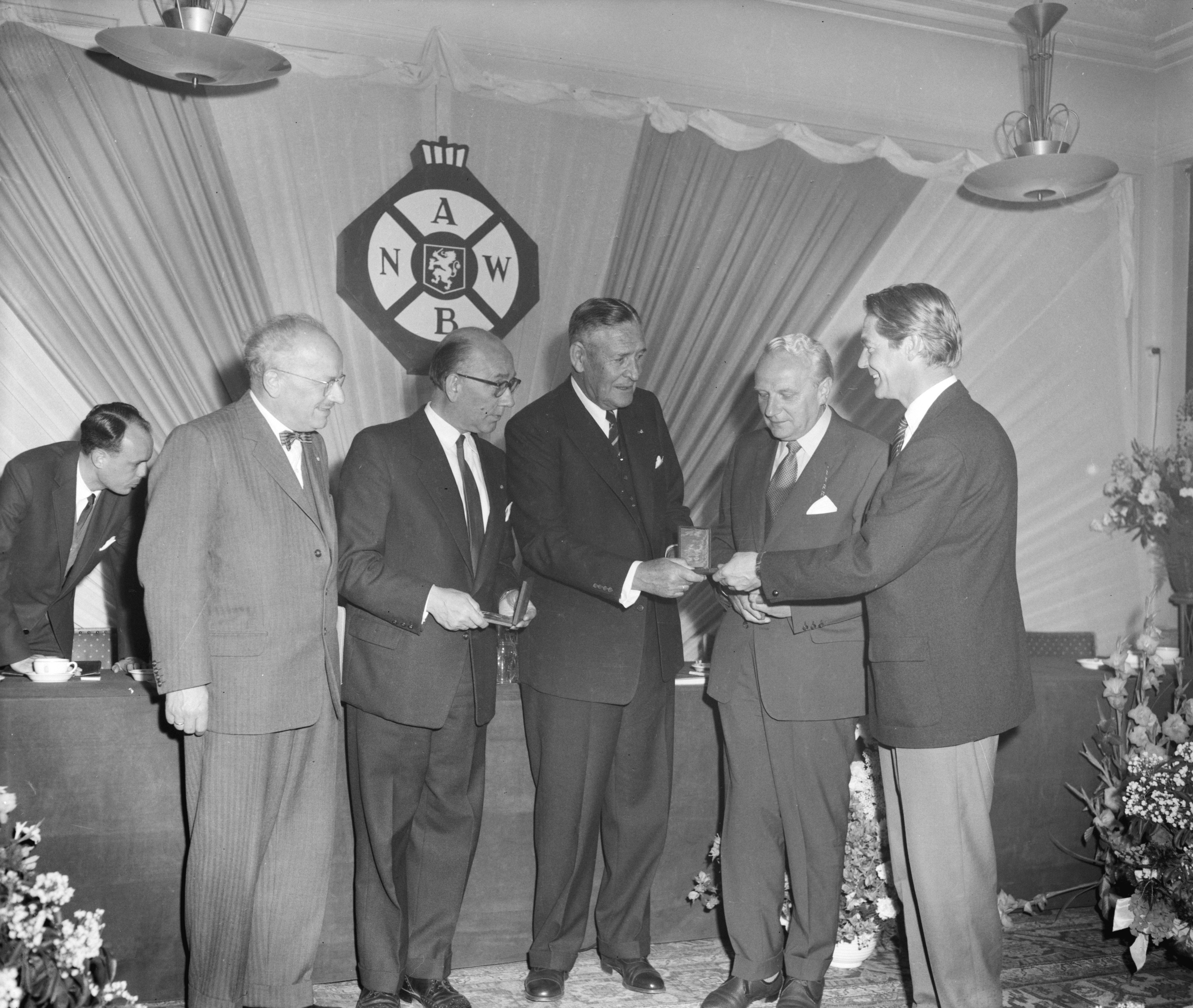
Engelman (met zwarte bril) tijdens de uitreiking van de ANWB-prijs

Hoewel hij als dichter en figuur in het verzuilde literaire leven omstreden was, ondervond Engelman ook veel waardering. Alleen al het grote aantal reacties op zijn werk in (veelal toonaangevende) bladen getuigt daarvan. De belangrijkste verdediger van zijn werk is Anton van Duinkerken, die net als Engelman uit de kring van de jong-katholieken afkomstig was. Voor hem vormde Engelman het bewijs dat ook katholieken konden dichten zonder zich te beperken tot de in die tijd gebruikelijke vrome versjes. Ook relatieve buitenstaanders als Hendrik Marsman, Martinus Nijhoff en zelfs de Forum-auteur E. du Perron konden veel waardering opbrengen voor Engelmans werk. Alleen Menno ter Braak en meer puriteins ingestelde katholieke critici kraakten zijn werk af, veelal om levensbeschouwelijke redenen.
Na de Tweede Wereldoorlog verschenen de Vijftigers op het literaire toneel. Met hun experimentele dichtkunst en bravoure vaagden zij veel vooroorlogse auteurs weg. Engelman publiceerde nauwelijks nog gedichten en richtte zich nagenoeg exclusief op de kunstgeschiedenis. Gedichten als "Vera Janacopoulos" en "En Rade" komen nog steeds voor in handboeken en schoolbloemlezingen, maar veel meer wordt zijn werk niet meer gelezen. Halverwege de jaren negentig rekende de bekende neerlandicus A.L. Sötemann Engelman tot de vergeten dichters "die nog maar namen lijken".

## Persoonlijk leven
Engelman trouwde op 27 april 1922 in Utrecht met de zes jaar oudere Bep Oosterman (1894-1973). Zij woonden in Utrecht en kregen twee dochters. Het huwelijk was niet gelukkig en in 1931 gingen Engelman en Oosterman gescheiden wonen. Engelman verhuisde naar de Oudegracht 341. In 1937 betrok hij de bovenverdieping van een huis aan de Van Asch van Wijckskade 29bis A. In april 1937 leerde hij Joanna Diepenbrock kennen, de oudste dochter van componist Alphons Diepenbrock. Hun kennismaking vond plaats bij de ingebruikneming van de nieuwe AVRO-studio in Hilversum, waar Diepenbrock haar vaders declamatorium De dijk voordroeg. Kort daarna kregen zij een relatie, die tot aan Joanna's overlijden zou duren. De twee trouwden nooit en woonden apart, hij in Utrecht en zij in Amsterdam. Zij kregen één zoon.
Joanna Diepenbrock overleed in 1966 op Engelmans verjaardag. Hij kwam haar dood nooit te boven. Begin 1967 werd hij zes weken ter observatie opgenomen in het ziekenhuis. Daarna verhuisde hij van Utrecht naar Amsterdam, waar hij aan de Johannes Verhulststraat 89 introk bij zijn zoon Florian. De laatste zeven maanden van zijn leven werd hij verzorgd door de dagverpleegster Dien van Wageningen. Hij overleed in de ochtend van 20 maart 1972 en werd onder grote belangstelling op 23 maart 1972 begraven op Begraafplaats Buitenveldert. Hij werd bijgezet in het graf van Alphons Diepenbrock, waarin ook Joanna Diepenbrock en haar moeder Elsa de Jong van Beek en Donk zijn begraven.

## Nawerking
In 1994 sierde het Stiltecentrum in Hoog Catharijne de buitenmuur met de slotregels van een kerstdicht dat Engelman Kerstmis 1940 schreef. Engelmans dochter, mevrouw Jurgens-Engelman, verrichtte de onthulling:
"Stil zijn in het wild gewemel
van een wereld zo ontzind,
stil en droomen van een hemel
waar het zwakste overwint."
In 2005 werden de regels bij een verbouwing weer afgedekt door een nieuwe muurschildering, maar zijn na een volgende verbouwing terug gekomen als deel van het interieur. De slotregels gingen in Utrecht een eigen leven leiden en werden ook aangebracht op een muur op de hoek van de Korte Lauwersstraat. 
In 2006 maakten vier Belgische muzikanten onder de naam 'Redcel Elf' een muzikale bewerking van het gedicht 'Vera Janacopoulos'.
Op de website Poëtisch Liedgenootschap "Tot Innerlijk Bloei" zingt Anton Greefkes vele gedichten van Jan Engelman door hem op muziek gezet en uitgevoerd.

### Gedichten
- 1927 - Het roosvenster
- 1930 - Sine nomine
- 1931 - Parnassus en Empyreum
- 1931 - Torso
- 1932 - Tuin van Eros[10]
- 1934 - Tuin van Eros en andere gedichten
- 1937 - Het bezegeld hart
- 1937 - Bij de bron. Een bundel religieuze liederen [Tuin van Eros en andere gedichten; Het bezegeld hart]
- 1937 - De dijk. Een gedicht
- 1941 - Philomela, gedicht et tekening van: C.F. Roelofsz, Orpheus-serie nr. 6
- 1942 - Noodweer
- 1844 - Hart en Lied, Final Stage Press, ('s-Gravenhage), vignetten: C.A.B. Bantzinger, illegale uitgave: De Jong nr. 244,[11]
- 1945 - Vrijheid. Tijdgedichten en berijmde schotschriften
- 1960 - Verzamelde gedichten
- 1969 - Het Bittermeer en andere gedichten

### Vertalingen
Engelman vertaalde verschillende teksten voor muziek en toneel:
- 1936 - Prinses Turandot. Een chinoiserie in 5 acten, vertaling van het tragikomische sprookje van Carlo Gozzi[12]
- 1941 - De Barbier van Sevilla, toneeltekst van Pierre Beaumarchais[13]
- 1946 - De ontvoering uit het serail vertaling/bewerking libretto Christoph Friedrich Benzler en Gottlieb Stephanie jr. op muziek van Wolfgang Amadeus Mozart[14]
- 1948 - Matteüspassie (Johann Sebastian Bach)[15]
- 1950 - Philomela. Tragische opera in zes tafereelen en een metamorphose. Libretto voor Hendrik Andriessen[16]
- 1950 - Hoffmanns vertellingen. Fantastische opera in drie bedrijven, met een voor- en naspel. Nederlandse vertaling van de tekst van Jules Barbier voor de gelijknamige opera van Jacques Offenbach
- 1955 - Koning Oedipus (Sofokles)[17][18]

### Toneel en libretti
- 1938 - Om de dooje dood niet, of Jan Klaassen komt naar huis op muziek van Henk Badings.
- 1945 - Bevrijdingscantate op muziek van Hans Brandts Buys.
- 1945 - Kindje wiegen. Een kerstspel toneel

### Non-Fictie
- 1933 - Tympanon. Opstellen over kunst en gewijde kunst
- 1937 - Adam zelf: de heeren der schepping op den keper bekeken middels vele wijze mannen en vrouwen, De Uilenreeks nr.30, Bigot en Van Rossum, Amsterdam, oude gekleurde prenten en teksten, 46p, 19cm,[19][20]
- 1955 - Twee maal Apollo. Brieven uit Griekenland
- 2023 - [Jan Engelman], Een DOM en de stad rondom. Acht wandelingen door historisch Utrecht. Naw. Hans Ebbink

## Prijzen
- 1934 - Meiprijs voor Tuin van Eros
- 1936 - Declamatoriumprijsvraag voor De dijk
- 1945 - Poëzieprijs van de gemeente Amsterdam voor Ballade van de waarheid
- 1945 - Verzetsprijs voor letterkundigen voor verspreide gedichten
- 1954 - Constantijn Huygens-prijs voor zijn gehele oeuvre
- 1956 - Essayprijs van de gemeente Amsterdam voor Twee maal Apollo
- 1958 - ANWB-prijs voor Twee maal Apollo